# انتخابات الرئاسة البيروية 1912
انتخابات الرئاسة البيروفية 1912 هي الانتخابات الرئاسية التي جرت في 1912، في بيرو، فاز بالانتخابات بيلينجورست أنجولو.